# Sloup Nejsvětější Trojice (Jaroměřice nad Rokytnou)
Sloup Nejsvětější Trojice je barokní kulturní památka v Jaroměřicích nad Rokytnou. Najdeme ji ve východní části náměstí Míru.

## Popis
Základem sloupu je podstavec z kamene a cihel. V půdorysu má tvar trojúhelníku s uťatými rohy, jehož strany jsou prohnuty dovnitř. Podstavec je ukončen profilovanou římsou. Na podstavci stojí v každém rohu na nízkém jehlancovitém podstavci jedna socha: sv. Karla Boromejského, sv. Rocha a sv. Šebestiána.
Uprostřed podstavce mezi třemi sochami se pne další, ještě silnější a vyšší trojboký podstavec a ten nese tři válcovité sloupy. Na nich spočívá oblačná základna pro sochy Nejsvětější Trojice samé; jejich tváře jsou obráceny k zámku.

## Rané začátky

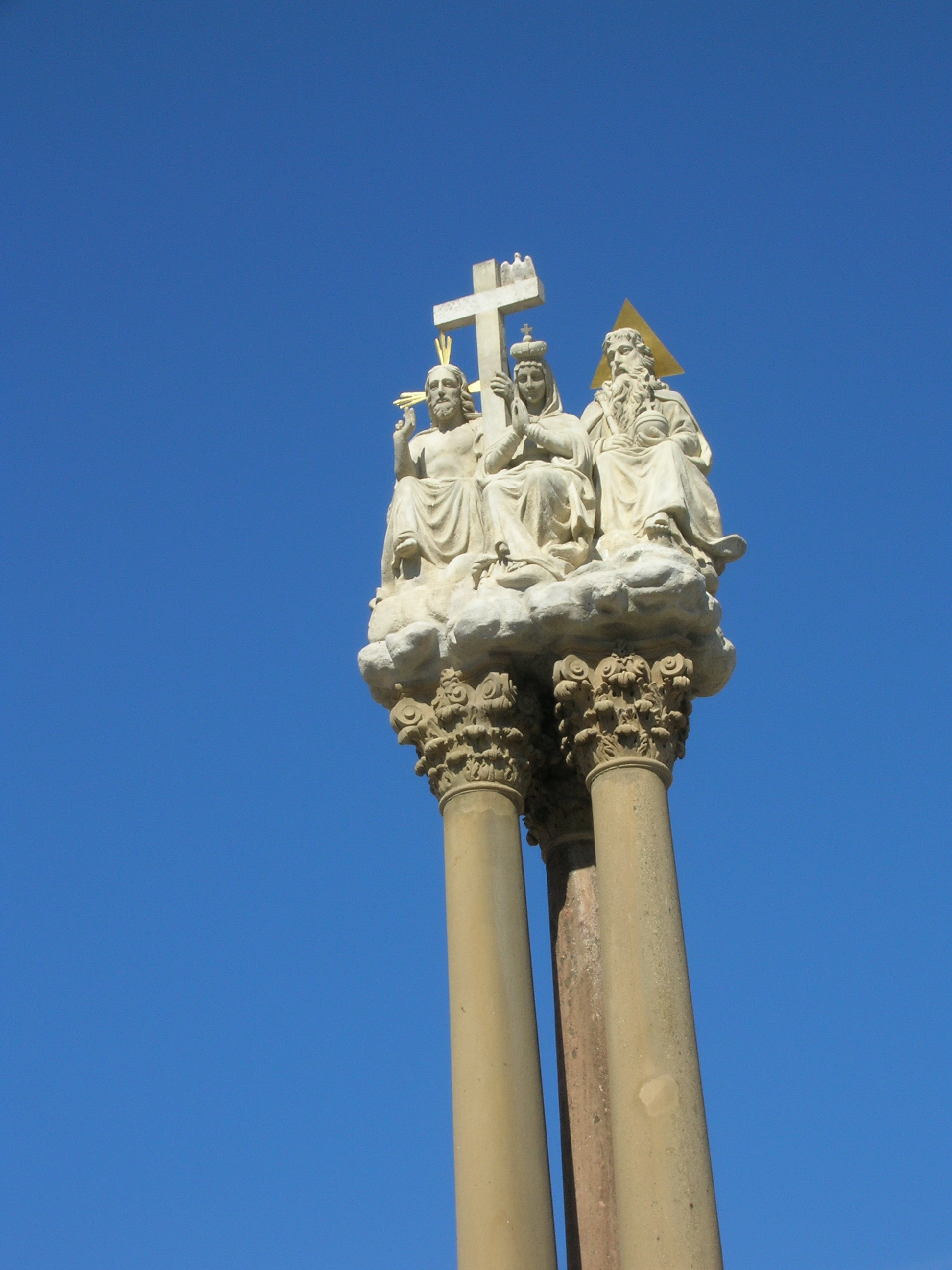
Nejsvětější Trojice a Panna Maria na čestném místě

Sloup Nejsvětější Trojice vznikl díky Janu Adamovi z Questenberka. Ten jej nechal zhotovit nákladem 1500 zlatých (vyjma sochu sv. Šebestiána, již hradilo město). Datována je rokem 1716. Jan Adam postavením sloupu sledoval za cíl zvětšit a utvrdit zbožnost poddaného lidu. Proto při sloupu založil fundaci a v její zakládací listině nařídil, aby bylo na sousoší udržováno věčné světlo a aby každou neděli po nešporách farář a farní zpěváci zpívali litanie k Nejsvětější Trojici. Za to se Jan Adam zavázal, že sám i jeho nástupci budou faráři poskytovat z panského pivovaru pivo v libovolném množství, když farář dá na každé vědro měřici pšenice a měřici ječmene.

## Obnovy

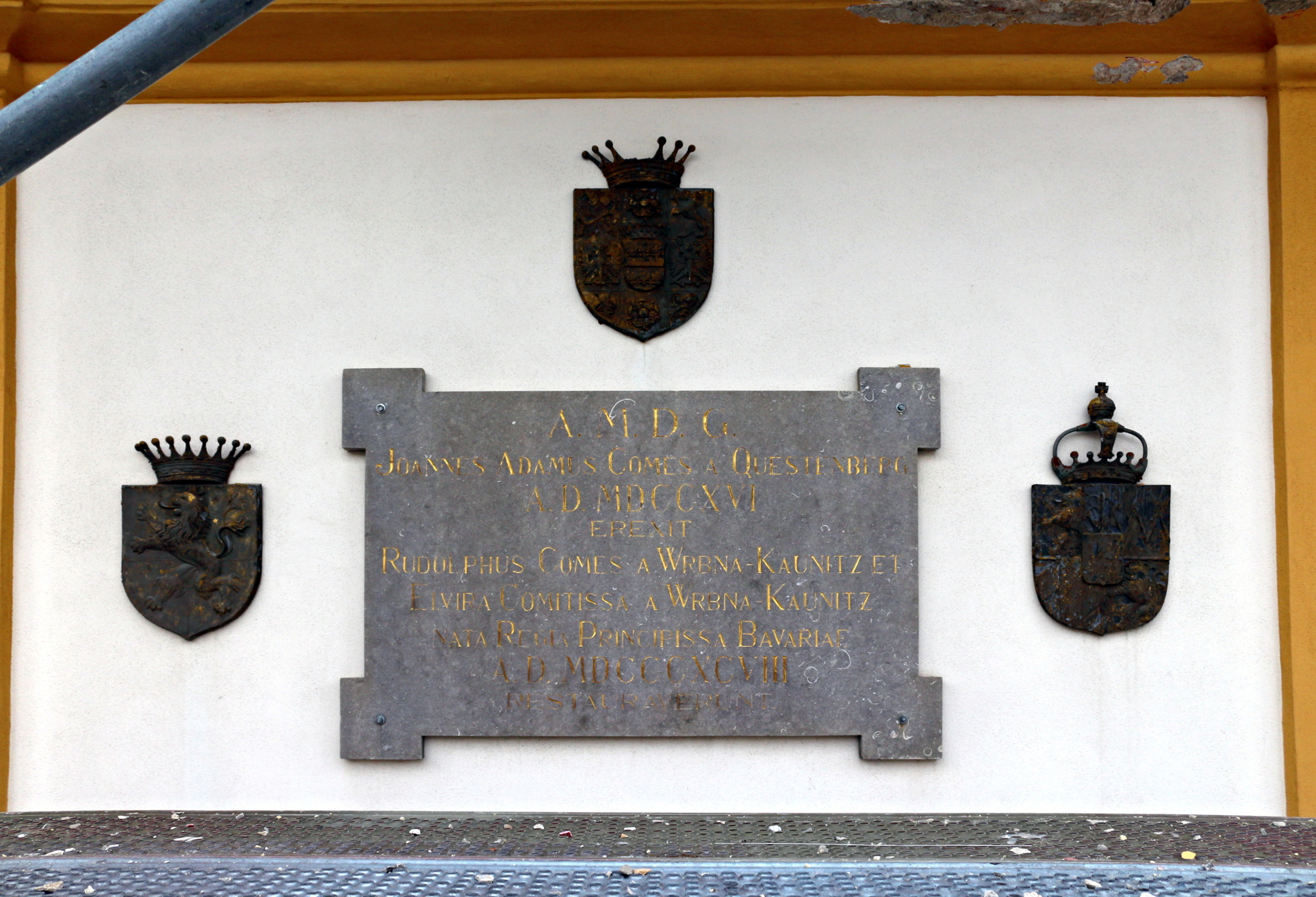
Pamětní deska připomínající stavitele sloupu, hraběte Jana Adama z Questenberka a obnovitele Rudolfa Kristiána z Vrbna a Kounic a jeho manželku Elvíru, princeznu bavorskou

První obnovu sloup Nejsvětější trojice podstoupil v roce 1898 nákladem majitele jaroměřického panství Rudolfa Kristiána hraběte z Vrbna-Kounic. Obnova ho přišla na 3500 korun. Zdivo podstavce bylo vyspraveno a omítnuto a samo původní sousoší Nejsvětější trojice nahrazeno pískovcovou kopií.
V roce 2005 bylo sousoší restaurováno a konzervováno s celkovým nákladem 370 000 korun. V dalších letech proběhly další opravy. V létě roku 2017 s dokončením na podzim téhož roku proběhla rekonstrukce sloupu. Opravovaly se omítky a sochy na sloupu, stejně tak proběhlo čištění soch.